# 寺山修司
寺山 修司（てらやま しゅうじ、1935年〈昭和10年〉12月10日 - 1983年〈昭和58年〉5月4日）は、日本の歌人・劇作家。演劇実験室を標榜した前衛演劇グループ「天井桟敷」主宰。
「言葉の錬金術師」「アングラ演劇・四天王のひとり」「昭和の啄木」などの異名をとり、上記の他にもマルチに活動、膨大な量の文芸作品を発表した。競馬への造詣も深く、競走馬の馬主になるほどであった。

## 人生

### 少年時代
1935年（昭和10年）12月10日、父・八郎、母・ハツの長男として生を受ける。八郎は東奥義塾弁論部OBで当時弘前警察署勤務の特高警察刑事。父の転勤のため、県内各所を転々とする。本人は出生について「走っている列車の中で生まれ、ゆえに故郷はない」などと記していたが、ハツと元妻の九條今日子によれば、青森県弘前市紺屋町生まれとされる。戸籍上は1936年（昭和11年）1月10日が出生日となっている。これもハツによれば、「父の仕事が忙しく、産後保養していたため」という。ただし、戸籍の出生が正しいとの説もある。本籍地は青森県上北郡六戸村（現三沢市）。
1941年（昭和16年）、青森県八戸市へ転居。八郎出征のため、ハツと三沢市へ疎開。彼女はその後九州で働くために青森市の親類に修司を預ける。青森市マリア幼稚園入園。
1945年（昭和20年）、青森大空襲によりハツとともに焼け出される。9月に八郎がセレベス島で戦病死したとの公報を受け取る。終戦後は八郎の兄を頼り、三沢駅前（当時は古間木駅）の寺山食堂の2階に転居、古間木小学校に転校する。ハツは進駐軍の米軍キャンプで働き、米軍差し押さえの民家に移る。
1948年（昭和23年）、三沢市立古間木中学校入学。ハツが福岡県の米軍ベースキャンプへ移ったため、青森市の母方の大叔父である坂本勇三の映画館「歌舞伎座」に引き取られる。青森市立野脇中学校に転校。
1949年（昭和24年）、坂本宅に引き取られる。中学2年生で京武久美と友人になる。句作をしていた京武の影響を受け、俳句へのめり込んでいく。文芸部に入り、俳句や詩、童話を学校新聞に書き続ける。
1950年（昭和25年）、青森市営球場で藤本英雄が達成した日本プロ野球史上初の完全試合を現地で観戦する。
1951年（昭和26年）、青森県立青森高等学校に入学し、新聞部、文芸部に所属する。「山彦俳句会」を結成し、高校1年生の終わり頃「校内俳句大会」を主催。全国学生俳句会議結成。俳句改革運動を全国に呼びかける。京武と俳句雑誌『牧羊神』創刊、1954年（昭和29年）の第7号（1,5,6,7号）まで編集・発行を続ける。同期生に沢田教一がいたが、たまに学校をサボって共に映画を鑑賞する程度で、特別親しい間柄ではなかったとされる。高校時代の寺山は坂本が新築した青森市松原の家に下宿し、堤川の堤防を通り青森高校に通学していた。

### 歌人として——青春と新たな自己表現

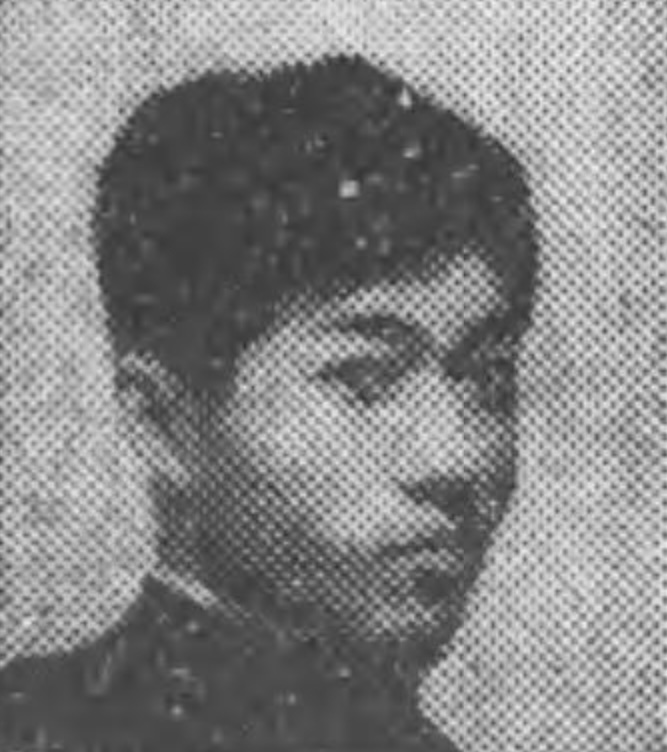
大学時代の寺山。
知性社『知性』1955年12月号より

1954年（昭和29年）、早稲田大学教育学部国文学科（現・国語国文学科）に入学した。山田太一とは同級だった。早稲田大学短歌会に入る。寺山は12歳から13歳頃から短歌を詠み始めたというが、熱を入れて短歌を詠み始めるきっかけとなったのが短歌研究1954年4月号に掲載された、一般からの公募から選ばれ第一回五十首詠で特選となった中城ふみ子の「乳房喪失」であった。中城の作品は歌壇で大きな反響を生み、第二回の五十首詠の公募には第一回の約2倍の約800名からの応募があった。中城の短歌は歌壇の主に若手から強い支持を受けたが、寺山もまた中城の短歌に感動し、短歌を詠む意欲を高めた。
寺山は短歌研究の第二回五十首詠に「父還せ」と題して応募した。短歌研究編集長の中井英夫は寺山の作品を特選とした。後に中井英夫は自らのことを「いいものをいち早く見てとる眼を持っていてほとんど誤らない」と、自負を述べている。中央歌壇では無名であった中城ふみ子、寺山修司という稀有な才能を見い出したのは、名編集者中井英夫の慧眼あったればこそであった。
中井英夫は特選とした寺山修司の「父還せ」の発表に際して、多くの配慮をした。まず題名を「チェホフ祭」とし、既存歌壇からの反発などを考慮して17首を削り、短歌研究1954年11月号に第二回五十首詠特選として発表した。寺山は短歌研究1954年12月号に「火の継走」と題した入選者の抱負を発表している。その中で、

僕に短歌へのパッショネイトな再認識と決意を与えてくれたのはどんな歌論でもなくて、中城ふみ子の作品であった。

と書いている。
中城ふみ子の「乳房喪失」は、既存歌壇からの激しい反発を浴びた。一方寺山の「チェホフ祭」は当初、比較的反発は少なかった。しかしまもなく寺山は激しい批判、反発に晒されることになる。寺山は俳句の世界でも注目を浴びていた。寺山の短歌が中村草田男、西東三鬼らの俳句作品の模倣であるとの批判が、俳句界から上がったのである。楠本憲吉は寺山の短歌に対して「俳句はクロスワードパズルではない」と、激しい反発を露わにし、寺山のことを「模倣小僧」と揶揄する声が上がった。実際、中村草田男のよく知られた俳句を短歌として引き写したかのような作品もあって、批判を受けることはやむを得なかった。模倣問題が明るみに出ると、俳句界から始まった批判は歌壇にも広まり、袋叩きの様相を呈するようになった。
寺山を第二回短歌研究五十首詠特選とした中井英夫は、歌壇からの批判に真の意味での新人を欲しない、守旧的な体質を見た。中井は寺山擁護の論陣を張った。中井は写実を基本とする既存短歌のあり方に疑問を持たない、歌壇に激しい不満を抱いていた。乳がんで死を目前とした中城ふみ子の不幸の演技性を帯びる短歌、まだ十代のみずみずしい青春ドラマのような寺山修司の短歌は、作品としては極めて大きな違いがあるものの、ともに平板な日常詠をよしとした既存短歌の世界からの極めて大きな飛躍であったという面において、同じ方向性を持っていた。中井にとって生命力を失いつつあった写実詠を基本とした既存短歌に対するアンチテーゼとして、寺山修司の短歌は守っていかねばならないものであった。
寺山の短歌は、当初から寺山本人自身を短歌に託すというよりも、あくまで自己表現の一手段として使いこなす傾向が顕著であった。そのため、短歌を自らの感情を増幅させ、変換させたフィクションの世界として創り上げていった。寺山は短歌による文壇デビュー以降、評論、詩、演劇、映像などに多彩な才能を開花させていくが、寺山にとっては別ジャンルの媒体ではなく、同時に繰り広げられていく世界のものであった。狭いひとつのジャンルに留まることなく、寺山自身のいわば寺山ワールドを様々な形で繰り広げていくのが寺山の芸術の大きな特徴であり、後に「職業は寺山修司です」と自称した寺山は、コラージュ、モンタージュ等の技法を駆使し、事実と虚構が入り混じる世界を構築していった。
1955年、19歳の寺山はすでに

ほんとに自分に誠実であるためには、どんな手段でもとっていいたいことをいうべきだ。そこになんかの形で修飾や風刺や、演技ということが入ってくるんで、そういうものを見ると目の色変えてポーズだなんてけなすのは滑稽だと思う。彼らにはほんとにいいたいことがないってことじゃないか……

と語っている。
「チェホフ祭」で第二回「短歌研究」新人賞を受賞する。
混合性腎臓炎で社会保険中央総合病院に入院。1955年（昭和30年）、ネフローゼと診断されて長期入院となり、翌年、在学1年足らずで退学、生活保護を受ける。この時代の輸血技術は洗練されたものではなかったが、当時としては唯一の治療法であった。また、前述の説明を医師から受けた寺山は、この頃から自身の死を意識し始め、友人の横尾忠則に「長くは生きられない」ともらしていたと言う。そして、実際これが晩年の肝硬変を引き起こしたと言われている。

### シナリオ作家として——寺山ワールドの誕生
処女戯曲『忘れた領分』が早稲田大学の大隈講堂「緑の詩祭」で上演され、それを観た谷川俊太郎の病院見舞いを受け、交際が始まる。1957年に第一作品集『われに五月を』、1958年に第一歌集『空には本』（的場書房）を刊行する。1959年、谷川の勧めでラジオドラマを書き始める。投稿した「中村一郎」（RKB毎日）にて、民放会長賞を受賞。また、石原慎太郎、江藤淳、谷川俊太郎、大江健三郎、浅利慶太、永六輔、黛敏郎、福田善之らと「若い日本の会」を結成、60年安保に反対した。
1960年（昭和35年）2月、第3作目のラジオドラマ『大人狩り』が放送される。同年、浅利が旗揚げした「劇団四季」で戯曲『血は立ったまま眠っている』が上演される。また、篠田正浩監督作品のシナリオを担当し、大島渚と出会う。25歳でハツと四谷のアパートでおよそ12年ぶりに同居。1963年（27歳）、松竹の女優だった九條映子（今日子）と結婚し、ハツとは別居となった。結婚式は4月2日にカトリック吉祥寺教会で挙げた。
結婚生活については2人で映画を見に行くこともあったほか、犬好きのため九條がアルバムに犬の写真を貼り、寺山が記録を書き込むなど、良好だった様子が窺える。
矢崎泰久、和田誠、立木義浩、九條の寺山修司を語る座談会では、九條だけが知る寺山の様子（新婚の頃は食いしん坊、ポケットの中やハンドバッグの中を開けて覗く、好奇心の塊、おしゃべりだったなど）を話す場面も見られる。夫婦喧嘩では妻がわめき散らして旦那が手を出すという形式ではなく、寺山が九條を言葉で説き伏せている間に、九條が手を出すという形だったと語っている。
「現代の青春論」（三一書房）と題し、「家出のすすめ」をまとめる。
1964年（昭和39年）、放送詩劇「山姥」（NHK）がイタリア賞グランプリ受賞。放送詩劇「大礼服」(CBC)が芸術祭奨励賞受賞。
1960年代半ば以降からは学研の「高三コース」にて高校生の詩の選者を務めて多くの若い才能を掘り起こしたり、新書館の少女向け詩集レーベル「フォアレディース」を編んだりするなど、「青少年のカリスマ」としての位置づけを強めていく。1963年に『現代の青春論』（『家出のすすめ』）を刊行。

### 劇団「天井桟敷」の結成と死去——「見せもの小屋」の感覚

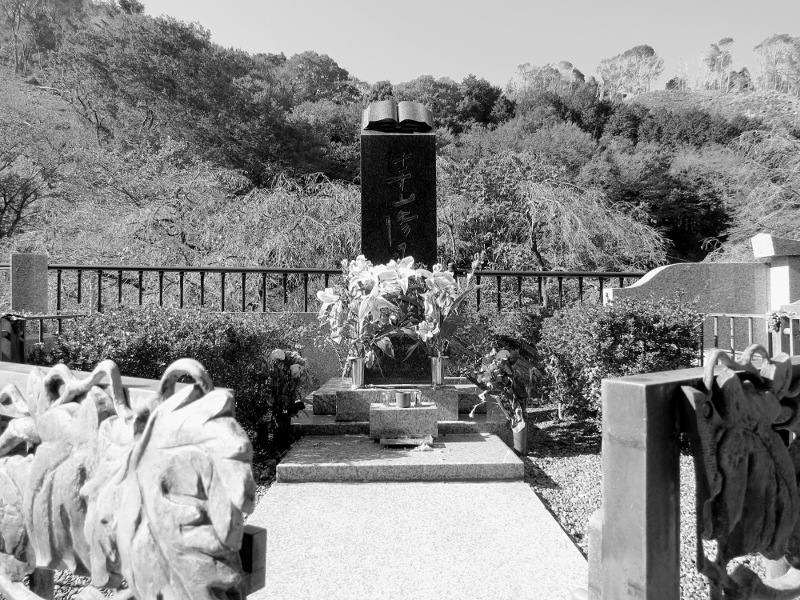
寺山の墓（高尾霊園A区 Google maps）

1967年（昭和42年）1月1日、横尾忠則、東由多加、九條映子らと劇団「天井桟敷」を結成。4月18日、草月アートセンターで旗揚げ公演『青森県のせむし男』を上演。6月、新宿末広亭で第2回公演『大山デブコの犯罪』。アートシアター新宿文化で第3回公演『毛皮のマリー』。同作に出演した美輪明宏は、この頃の寺山を「あまりにもシャイで、人の目をみて話せない男」と評している。
3月、評論集『書を捨てよ、町へ出よう』が刊行される。33歳で九條と別居。
1969年（昭和44年）、西ドイツ・フランクフルトの『国際実験演劇祭』に招かれ、『毛皮のマリー』『犬神』を初の海外公演。カルメン・マキの「時には母のない子のように」の作詞を手がける。
同年12月12日、天井桟敷と状況劇場の団員らが乱闘事件を起こし、唐十郎とともに暴力行為の現行犯で逮捕される。きっかけは双方の劇団がお祝いとして中古の花輪や葬儀用の花輪を贈り合ったことによるもの。
1970年（昭和45年）3月24日、漫画『あしたのジョー』の登場人物、力石徹の葬儀で葬儀委員長を務める。34歳で九條と離婚。離婚後も彼女は晩年の寺山のよき協力者となった。
1971年（昭和46年）、『書を捨てよ、町へ出よう』で劇映画に進出。サンレモ映画祭でグランプリを獲得。フランスのニースで作家ル・クレジオと2日間語り明かす。ロッテルダム国際詩人祭に出席し、詩を朗読。ナンシーの演劇祭で『人力飛行機ソロモン』、『邪宗門』公演。ベルリンのフォーラム・シアターで『邪宗門』公演。ベオグラード国際演劇祭で『邪宗門』がグランプリ受賞。
1974年（昭和49年）、映画『田園に死す』が公開され、文化庁芸術祭奨励新人賞、芸術選奨新人賞を受賞。パリで行われた演出家のシンポジウムでポーランドのタデウシュ・カントルと出会い、以降晩年まで親交を結ぶ。1975年（昭和50年）、杉並区内で上演された市街劇『ノック』が住民の通報により警察沙汰となる。1976年（昭和51年）には第26回ベルリン国際映画祭に審査員として招待され、参加。1979年（昭和54年）、肝硬変で入院。
1979年　寺山修司・天井桟敷の演劇レミングが東京晴海で公開された、当日開演を待つ客の長い列に
寺山修司が客に顔見せ確認をしながら歩いてきた、みんな感激しながら静かにこの認識を体験していた、
みんなこの認識も演劇の主題の一部に違いないという了解表情であった。
（このエピソードの証人は作家水上勉・越前竹人形の会の女流琵琶演奏家・民族音楽学者 小泉文夫の姪である）
1980年（昭和55年）7月13日午後10時ごろ、渋谷区宇田川町で取材中、アパート敷地に住居侵入した容疑で警視庁渋谷警察署に逮捕。アパート経営者の息子は「5年ほど前もしばしばこのアパート付近をうろつき、一度は警察ざたになったこともあったため、また来たと思って警察に届けた」という。容疑を認めた寺山は2日後に釈放され、住居侵入罪で略式起訴され8000円の罰金刑を受けた（この時の身元引受人は矢崎泰久であった）。『毎日新聞』は「寺山修司が『のぞき』アパート侵入、つかまる。罰金で釈放」、『読売新聞』は「寺山修司が″のぞき″女性アパートで二度も　 突き出され罰金」と報じた。このスキャンダルにより、寺山の一切の仕事は無期延期とされたが、寺山は「市街における訪問劇『ノック』の上演地をリサーチしていた中の敷地内立ち入りであり、覗きの現行犯ではない」旨の反論を『週刊朝日』に書いた。渋谷署副署長の清水清七も「ノゾキのノの字も、広報簿には載せていません」と発言している。
1981年（昭和56年）、肝硬変の再発で再入院。
1982年（昭和57年）、朝日新聞に詩『懐かしのわが家』を発表。パリで「天井桟敷」最後の海外公演を行い、『奴婢訓』を上演。年末には、最後の演出作品となった「 レミング―壁抜け男―」を紀伊國屋ホールにて上演。
1983年（昭和58年）、東京都港区三田に在住中に肝硬変を発症し阿佐ヶ谷の河北総合病院に入院後、腹膜炎を併発し、5月4日に敗血症のため死去、47歳没。葬儀委員長は谷川俊太郎。

### 没後
1993年4月～5月、「新・寺山修司展　テラヤマ、ワールド」が西武池袋百貨店にて開催された。
1995年（平成7年）、十三回忌を記念して、砂子屋書房が寺山修司短歌賞を開始。
1997年（平成9年）、青森県三沢市に三沢市寺山修司記念館が建てられた。
2001年（平成13年）、朝日新聞社により朝日舞台芸術賞が創設された。グランプリ、舞台芸術賞などの中に、将来が嘱望される新鋭で清新さあふれる個人・団体に対して贈られる寺山修司賞がある。2008年（第8回）をもって休止となった。
2006年（平成18年）、国際社会における寺山修司研究の促進と会員相互の親睦を目的として、国際寺山修司学会が発足した。4月1日、設立準備委員会が愛知学院大学日進学舎にて開催され、5月6日、設立総会兼第1回大会が名古屋市民会館第一会議室にて開催された。その後、およそ年2回の頻度で大会が開催されている。また、2007年より、およそ年1回の頻度で論文集『寺山修司研究』（文化書房博文社刊）が発行されている。映像アート作品のフェスティバルとして1987年から開催されているイメージフォーラム・フェスティバル の一般公募部門に若手作家を対象とした寺山修司賞が新設された。
2008年（平成20年）2月、生前未発表の短歌が田中未知編纂により『月蝕書簡』（岩波書店）として刊行された。
2015年（平成27年）、寺山修司生誕80年の関連行事が多数行われた。代表的な公演を下記に挙げる。
- 音楽劇 「レミング 〜世界の涯まで連れてって〜」 - 松本雄吉（維新派）演出、パルコ、ポスターハリス・カンパニー。東京芸術劇場プレイハウス 他
- 演劇「書を捨てよ町へ出よう」- 東京芸術劇場開館25周年／芸劇フェスティバル Roots vol.3。東京芸術劇場 シアターイースト（東京）
- 演劇「毛皮のマリー」- 花組芝居。あうるすぽっと（東京）
- 演劇「寺山修司演劇祭2015」 - 「奴婢一般に関する総則」（演劇実験室◎万有引力、「もしイタ」（青森中央高等学校演劇部）、他。星野リゾート青森屋
- 映画「第28回東京国際映画祭」生誕80年記念 クラシック特集 テラヤマ・フィルムズ - 「田園に死す」、「草迷宮」、「書を捨てよ町へ出よう」、「さらば箱舟」。
- イベント「冥土への手紙ー寺山修司生誕80年記念音楽祭」 - J・A・シーザー（演劇実験室◎万有引力）と悪魔の家2015、大槻ケンヂ、カルメン・マキ、近藤等則、SUGIZO(LUNA SEA, X JAPAN)、瀬間千恵、PANTA、山崎ハコ、犬神サアカス團、近藤等則、渚ようこ、新高けい子、元ちとせ、未唯mie、蘭妖子、ROLLY、他。恵比寿ザ・ガーデンホール
- イベント「寺山修司記念館フェスティバル2015・春」「寺山修司記念館フェスティバル2015・夏」 - 三沢市寺山修司記念館（青森）

2018年（平成30年）、没後35年を迎え、神奈川近代文学館（神奈川県横浜市）で「寺山修司展 ひとりぼっちのあなたに」（2018年9月29日（土）～11月25日（日））が開催された。三浦雅士、田中未知、祖父江慎が編集委員を務めた。
2021年（令和3年）、12月10日、岡山県津山市に寺山修司館開館。
2024年（令和6年）、生誕90年を翌年に控え、世田谷文学館（東京都世田谷区）で収蔵してきた関連コレクション（自筆の原稿や、原稿・台本・ポスターなどの「天井桟敷」に関する資料）を一堂に展示する「世田谷文学館コレクション展　寺山修司展」（2024年10月5日（土）～2025年3月30日（日））が開催された。

## 年譜
- 1935年（昭和10年）12月10日 青森県生まれ。
- 1941年（昭和16年） 青森県八戸市へ転居。
- 1942年（昭和17年） 青森市橋本国民学校初等科（現：青森市立橋本小学校）入学。
- 1948年（昭和23年） 古間木中学校（青森県三沢市）入学。一学年二学期の秋、青森市立野脇中学校に転校。
- 1951年（昭和26年） 青森県立青森高等学校進学。
- 1954年（昭和29年） 早稲田大学教育学部国文学科（現・国語国文学科）に入学。第2回短歌研究50首詠（後の短歌研究新人賞）受賞。
- 1967年（昭和42年）1月1日 「天井桟敷」を結成。
- 1974年（昭和49年） 映画『田園に死す』で文化庁芸術祭奨励新人賞、芸術選奨新人賞を受賞。
- 1983年（昭和58年） 肝硬変のため入院。腹膜炎を併発し、敗血症で死去。47歳没。
- 1989年（平成元年） 三沢市の小田内沼の畔に「作家寺山修司文学碑」建立。
- 1997年（平成9年） 三沢市民の森公園内に三沢市寺山修司記念館開館[55][56]。

## 人物

### 競馬
寺山の競馬との出会いは1956年。ネフローゼで入院中、同室の韓国人から賭博とともにそれを学んだ。
1962年、山野浩一と親しくなったころから足繁く競馬場に通うようになり、1963年、牝馬・ミオソチス に心酔して競馬エッセイを書き始め、競馬を人生やドラマになぞらえて語るなどの独特の語り口で人気を博した。
1964年には、中山大障害を題材にしたTBSテレビのドキュメンタリー番組『サラブレッド・我が愛』の台本・構成を手掛けている。
1965年、八百長疑惑が持ち上がったたちばな賞のパトロールフィルムを大川慶次郎、虫明亜呂無とともに見た寺山は「どこが八百長なのか分からない」と発言し、八百長疑惑を否定した。
1968年、船橋競馬のある騎手から「寺山さんのエッセイは中央競馬寄り」という批判を受けたことをきっかけに、船橋競馬のある騎手と新宿で会談、自身の不明を恥じた寺山は「ユリシーズ」（南関東）の馬主となる。生涯ただ一頭だけの馬主体験であった。
1970年からは報知新聞競馬面に「寿司屋の政」、「バーテンの万田」など多彩な人物を登場させて競馬を予想した『みどころ』『風の吹くまゝ』というコラムを連載し、これは1983年4月、死の直前まで続いた。このコラムは後に『競馬場で逢おう』シリーズとして纏められている（Part6まで、JICC出版局）。
競馬界のスポークスマン的存在で、1973年には日本中央競馬会（JRA）のコマーシャルに出演。『カモメは飛びながら歌を覚え、人生は遊びながら年老いていく』という自作の詩（ディレクターを務めた武市好古によると、「遊びについての断章」という名の長い詩だったのを、CM収録時に編集したという）を朗読。1974年にハイセイコーが引退すると、引退記念レコード『さらばハイセイコー』の構成、詩の朗読を行なった。
1978年の日本経済新春杯でテンポイントが骨折し、2か月後に死亡すると、追悼詩『さらば、テンポイント』を残した。この詩は寺山自身が番組構成に携わった関西テレビのテンポイント追悼特集番組『風花に散った流星』で紹介され、1991年にVHSビデオ『もし朝が来たら テンポイント物語』としてソニー・ミュージックエンタテインメントから発売された。
1978年6月には、NHKが製作した『ルポルタージュにっぽん』「ダービーの日」という番組に進行役として出演。同年5月28日に開催された日本ダービーでの「東京競馬場の長い一日」を、レースに騎乗する福永洋一・岡部幸雄・柴田政人の同期3名の騎手を中心に、調教師、観客らの姿にスポットを当てて描くというドキュメンタリーの形で綴った。
1981年のカブトシロー薬殺未遂騒動の際には、寺山を中心とした10人の競馬ファンの連名で中央競馬会に抗議文を提出。
1982年に寺山が選んだ「私の忘れがたかった馬ベスト10」（競馬放浪記あとがき）はミオソチス、カブトシロー、モンタサン、ホワイトフォンテン、テンポイント、ハイセイコー、メジロボサツ、ユリシーズ、タカツバキ、テキサスシチー、（番外・ダンサーズイメージ）。騎手では中島啓之、のちに吉永正人を贔屓にした。まだ人気にも話題にもなっていない頃から彼らを熱心に取り上げ、「ダービーに勝つまで書き続ける」としていた。中島、吉永共にダービー制覇を成し遂げているが、吉永がミスターシービーで悲願を達成したのは、寺山が急逝した3週間後だった。
報知新聞競馬面予想コラム『風の吹くまゝ』の最終回は1983年皐月賞の当日で、寺山は『勝つのはミスターシービー』と記し、吉永とミスターシービーの勝利を確信していた。

### 動物愛
寺山は動物好きだった。一人っ子で寂しがり屋だったためとする説もある。
- 犬 - 母・ハツも絶えず犬を飼い、代々「太郎」と名付けた。寺山修司は「太郎」も可愛がったが、自分も終生犬を飼い続けた。コッカースパニエル犬を九条今日子との結婚祝いにもらう。コッカースパニエル「ジル」との写真が残っている[60]。柴犬には「ニーチェ」「ワグナー」と名付けて飼った。ワグナーは寺山の死後、田中未知と14年の余生を過ごした[61]。寺山修司顕彰文学碑の前にはビクター犬がたたずむ[62]。
- 亀 - 「質問」と「答」という名の２匹の亀を飼っていた時期がある[63]。
- ネズミ - 脚本を書いたテレビドラマ「Q」には、のべ1000匹ものネズミが出演。登場したネズミとの写真も残されている[63]。

## 短歌・俳句・詩
- われに五月を （1957年） - 第一作品集
- はだしの恋唄 （1957年）
- 櫂詩劇作品集 （1957年）
- 空には本 （1958年） - 歌集
- 血と麦 （1962年） - 歌集
- ひとりぼっちのあなたに （1965年）
- 田園に死す （1965年） - 歌集
- 長編叙事詩・地獄篇
- 寺山修司全歌集（1971年）
- 現代詩文庫　寺山修司（1972年）
- わが金枝篇（1973年） - 句集
- 花粉航海（1975年） - 句集
- 寺山修司俳句全集 （1986年）

### 小説
- あゝ、荒野（1966年）

## 随筆・評論
- 現代の青春論（1963年）
  - 家出のすすめ : 現代青春論（1972年）
- 戦後詩（1965年）
- みんなを怒らせろ（1966年）
- 遊撃とその誇り（1966年）
- 競馬場で逢おう（1966年）
- 時代の射手（1967年）
- 思想への望郷（1967年）
- 書を捨てよ、町へ出よう（1967年）
- 自叙伝らしくなく誰か故郷を想はざる（1968年）
  - 誰か故郷を想はざる : 自叙伝らしくなく（1973年）
- 幸福論（1969年）
- 地下演劇(1969年)芥正彦と共同で刊行した演劇理論誌。
  - 【地下演劇 no.1、1969年5月1日】
  - 【地下演劇 no.2、1970年2月1日】
  - 【地下演劇 no.3、1970年12月1日】
  - 【地下演劇 no.4、1971年11月11日】
  - 【地下演劇 no.5、1972年8月15日】
  - 【地下演劇 no.6、1973年8月1日】
- 対談・競馬論（1969年）
- 地下想像力（1971年）
- 馬敗れて草原あり（1971年）
- 映写技師を射て : 寺山修司映画論集（1973年）
- 死者の書 : 寺山修司評論集（1974年）
- 英雄伝 : さかさま世界史（1974年）
- 怪物伝 : さかさま世界史（1974年）
- 花嫁化鳥：日本呪術紀行（1974年、日本交通公社出版事業局）
- 鉛筆のドラキュラ（1977年）
- 黄金時代（1978年）
- ぼくが狼だった頃（1979年）
- 不思議図書館（1981年）
- 地球をしばらく止めてくれ ぼくはゆっくり映画を見たい（1981年）
- スポーツ版裏町人生（1982年）
- 臓器交換序説（1982年）
- 幻想図書館（1982年）
- 不良少女入門（2004年）
- ロミイの代辯　寺山修司単行本未収録作品集（堀江秀史編、幻戯書房、2018年）

## 脚本

### ラジオ
- 中村一郎（1959年、RKB毎日放送）
- 大人狩り（1960年、RKB毎日放送）
- 鳥籠になった男（1960年、中部日本放送）
- いつも裏口で歌った（1961年、ニッポン放送）※出演も
- もう呼ぶな、海よ（1961年、ニッポン放送）
- 恐山（1962年、NHKラジオ第2）
- 犬神歩き（1963年、北海道放送）
- 箱（1964年、NHKラジオ第2）
- 山姥（1964年、NHKラジオ第2）
- 大礼服（1965年、中部日本放送）
- おはよう、インディア（1965年、NHKラジオ第2）※詩のみ
- コメット・イケヤ[注釈 3]（1966年、NHKラジオ第1・第2）
- キャスター（1966年、文化放送）
- まんだら（1967年、NHK-FM）
- 黙示録（1969年、NHK-FM）

### テレビ
- Q -ある奇妙な診断書-（1960年、KRテレビ）
- 愛の劇場『家族あわせ』（1961年、日本テレビ）
- 日立ファミリーステージ『孤独な青年の休暇』（1962年、TBS）※出演も
- テレビ劇場『鰐』（1962年、NHK）
- お気に召すまま 第7回『トツ・トツ・クラブの紳士たち』、第19回『髭』（1962年、NET）
- 愛の劇場『田園に死す』（1962年、日本テレビ）
- テレビ劇場『不死鳥』（1962年、NHK）
- 愛の劇場『母がひとりで挽くコーヒー挽き機械』（1962年、日本テレビ）
- テレビ劇場『一匹』[64]（1963年、NHK）
- でっかく生きろ! 第2回（1964年、TBS）
- おかあさん 第2シリーズ 第230回『階段を半分降りたところ』（1964年、TBS）
- 一千万人の劇場『海へ行きたい』（1964年、関西テレビ）
- テレビ指定席『木』（1965年、NHK）
- 四季に花咲く『山がある川がある』（1965年、NHK）
- おかあさん 第2シリーズ 第316回『とびうおの歌』（1965年、TBS）
- わが心のかもめ（1966年、NHK）
- 怒濤日本史 第6回「楠木正成」（1966年、毎日放送）
- NHK劇場『九月が来るたび』（1966年、NHK）
- 怒濤日本史 第7回「足利尊氏」（1966年、毎日放送）
- 日の丸（1967年、TBS） - 構成 ※ドキュメンタリー作品
- 東芝日曜劇場『子守唄由来』（1967年、RKB毎日放送）
- 水葬記（1968年、NET）

### 映画
（監督作品は後述）
- みな殺しの歌より 拳銃よさらば!（1960年）
- 乾いた湖（1960年）
- わが恋の旅路（1961年）
- 夕陽に赤い俺の顔（1961年）
- 涙を、獅子のたて髪に（1962年）
- 初恋・地獄篇（1968年）
- 無頼漢（1970年）
- サード（1978年）
- 怪盗ジゴマ 音楽篇（1988年）

### 他者による舞台化
- 青い種子は太陽のなかにある[注釈 4]（1963年）
- くるみ割り人形[注釈 5]（不明）

## 映画

### 長編
- 書を捨てよ町へ出よう（1971年）
- 田園に死す（1974年）
- ボクサー（1977年）
- 草迷宮（1978年）
- 上海異人娼館/チャイナ・ドール（1980年）
- さらば箱舟（1982年/公開 1984年）
  - 1982年1月から3月まで約2ヶ月の沖縄ロケを敢行。1982年10月、原作者ガルシア＝マルケスのノーベル文学賞が決定し、映画『百年の孤独（仮題）』の原作権問題が浮上。寺山の存命中に原作権問題は解決せず公開は先送り。1984年9月、原作クレジットの削除と改題の上、『さらば箱舟』として公開[65][66]。
- 寺山修司&谷川俊太郎ビデオ・レター（1983年）

### 短編
- 猫学（Catology）（1960年） - 現存せず。
- 檻囚（1962年）
- トマトケチャップ皇帝（1970年）
- ジャンケン戦争（1971年） - 『トマトケチャップ皇帝』の抜粋・再構成版。
- ローラ（1974年）
- 蝶服記（1974年）
- 青少年のための映画入門（1974年）
- 疱瘡譚（1975年）
- 迷宮譚（1975年）
- 審判（1975年）
- 二頭女（1977年）
- マルドロールの歌（1977年）
- 消しゴム（1977年）
- 一寸法師を記述する試み（1977年）
- 書見機（1977年）

## テレビ番組監修・構成
- オズの魔法使い（1974年10月5日 - 1975年3月29日、日本テレビ・テレビマンユニオン、全26話） - 監修
- 風花に散った流星（1978年5月、関西テレビ） - 番組構成

## テレビ出演
- 異議あり!「期待される若者像 期待される人間像」司会：岡本愛彦 共演：高坂正顕、内藤善三郎、坂西志保、無着成恭、羽仁進（1966年12月31日、東京12チャンネル）
- おしゃれ（1976年4月1日、日本テレビ）

## ラジオ出演
- キャスター（1966年4月 - 、文化放送）- 火曜日パーソナリティ

## 作詞
作詞した楽曲は歌詞提供だけでも100曲以上、演劇・映画関連のものを含めると、ゆうに600曲を超える。
JASRACデータベースに於いては「寺山修司」で検索を掛けると987作品が登録されている（2016年9月現在）。故にJASRAC未登録（CD化されていない、等）の作品を含めるとこれ以上の作品数が存在する。
- 戦え!オスパー（「戦え!オスパー」主題歌。1965年、作曲：冨田勲、歌：山田太郎）
- ユミのうた（「戦え!オスパー」エンディングテーマ。1965年、作曲：冨田勲、歌：東山明美）
- コメットさん（「コメットさん」主題歌。1967年、作曲：湯浅譲二、歌：九重佑三子）
- コメットさんが来てからは（「コメットさん」主題歌。1967年、作曲：湯浅譲二、歌：芦野宏）
- シャダーのうた（「冒険少年シャダー」主題歌。1967年、作曲：増田豊利、歌：CAポップス、鈴木忠）
- 怪人ゴースターのうた（「冒険少年シャダー」挿入歌。1967年、作曲：増田豊利、歌：長弘）
- 戦争は知らない（1967年、坂本スミ子、ザ・フォーク・クルセダーズ）
- 勇士の故郷（1967年、坂本スミ子）
- 燃えろサーキット（1967年、ザ・リンド&リンダース）
- 長野市市歌（1967年、ただし、補作。作詞：戸枝ひろし、作編曲：米山正夫）
- 涙のオルフェ（1968年、フォーリーブス）
- 新 初恋（1968年、江夏圭介）
- かもめ（1968年、浅川マキ）
- 時には母のない子のように（1969年、カルメン・マキ）
- 涙のびんづめ（1969年、伊東きよ子）
- さよならだけが人生ならば（1969年、六文銭）
- 首つりの木（1970年、J.A.シーザー）
- 酔いどれ船（1970年、緑魔子）
- あしたのジョー（1970年、尾藤イサオ）
- 力石徹のテーマ（1971年、ヒデ夕樹）
- 孤独よ おまえは（1971年、ザ・シャデラックス）
- 人の一生かくれんぼ（1972年、日吉ミミ）
- 君にお月さまをあげたい（1973年、郷ひろみ）
- 海猫（1973年、北原ミレイ）
- 新宿港（1974年、桜井京）
- 浜昼顔（1974年、五木ひろし）
- がんばれ長嶋ジャイアンツ（1975年、湯原昌幸 / 1993年に再リリース）
- みだれ髪（1975年、サウンド・スペース）
- 元気ですか（1976年、JOHNNYS' ジュニア・スペシャル）
- ぼくの消息（1976年、豊川誕）
- 与謝野晶子（1978年、朝丘雪路）
- もう頰づえはつかない（1979年、荒井沙知）
- 時代はサーカスの象にのって（2008年、頭脳警察）
- 青森大学　校歌

また昭和42年制定の長野市市歌の補作詞も行っている。

## 研究・評論
- 寺山修司東京研究会『寺山修司の情熱の燃やし方』（文化創作出版、2000年、217頁） ISBN 9784893871893
- 寺山はつ『母の蛍』（新書館）
- 九條今日子『ムッシュウ・寺山修司』（ちくま文庫、1993年）
- 中井英夫『黒衣の短歌史』（潮出版社）
- 塚本邦雄『夕暮の諧調』（人文書院）
  - 『麒麟騎手―寺山修司論』（沖積舎）
- 萩原朔美『思い出の中の寺山修司』（筑摩書房）
- 前田律子『居候としての寺山体験』（深夜叢書社）
- 皆吉司『少年伝記・私の中の寺山修司』（ふらんす堂）
- 高橋咲『十五歳・天井桟敷物語』（河出書房新社）
- 三浦雅士『寺山修司・鏡のなかの言葉』（新書館、1987年）
- 長尾三郎『虚構地獄』（講談社）
- 野島直子『孤児への意志・寺山修司論』（法蔵館、1995年）
- 野島直子『ラカンで読む寺山修司の世界』（トランスビュー、2007年）
- 小川太郎『寺山修司・その知られざる青春』（三一書房、1997年）
- 国際寺山修司学会「寺山修司研究」（文化書房博文社） ISBN 9784830111068
- 田中未知『寺山修司と生きて』（新書館、2007年） ISBN 9784403210945
- 田澤拓也『虚人 寺山修司』（文春文庫） ISBN 9784167678036
- 高取英『寺山修司論 - 創造の魔神』（思潮社、1992年） ISBN 978-4783704072
- 高取英『寺山修司 - 過激なる疾走』（平凡社新書、2006年） ISBN 978-4582853315
- 山田太一編『寺山修司からの手紙』（岩波書店、2015年） ISBN 978-4000240482
- 小菅麻起子『中野トク小伝　寺山修司と青森・三沢』（幻戯書房、2022年）
- 宗内敦「凡俗たらざる」（『十三分の一』武蔵野書房、2006年） ISBN 4-943898-62-9
- 永山則夫『反－寺山修司論』JCA（1977年）
- 坂口昌弘『文人たちの俳句』本阿弥書店

## 顕彰施設

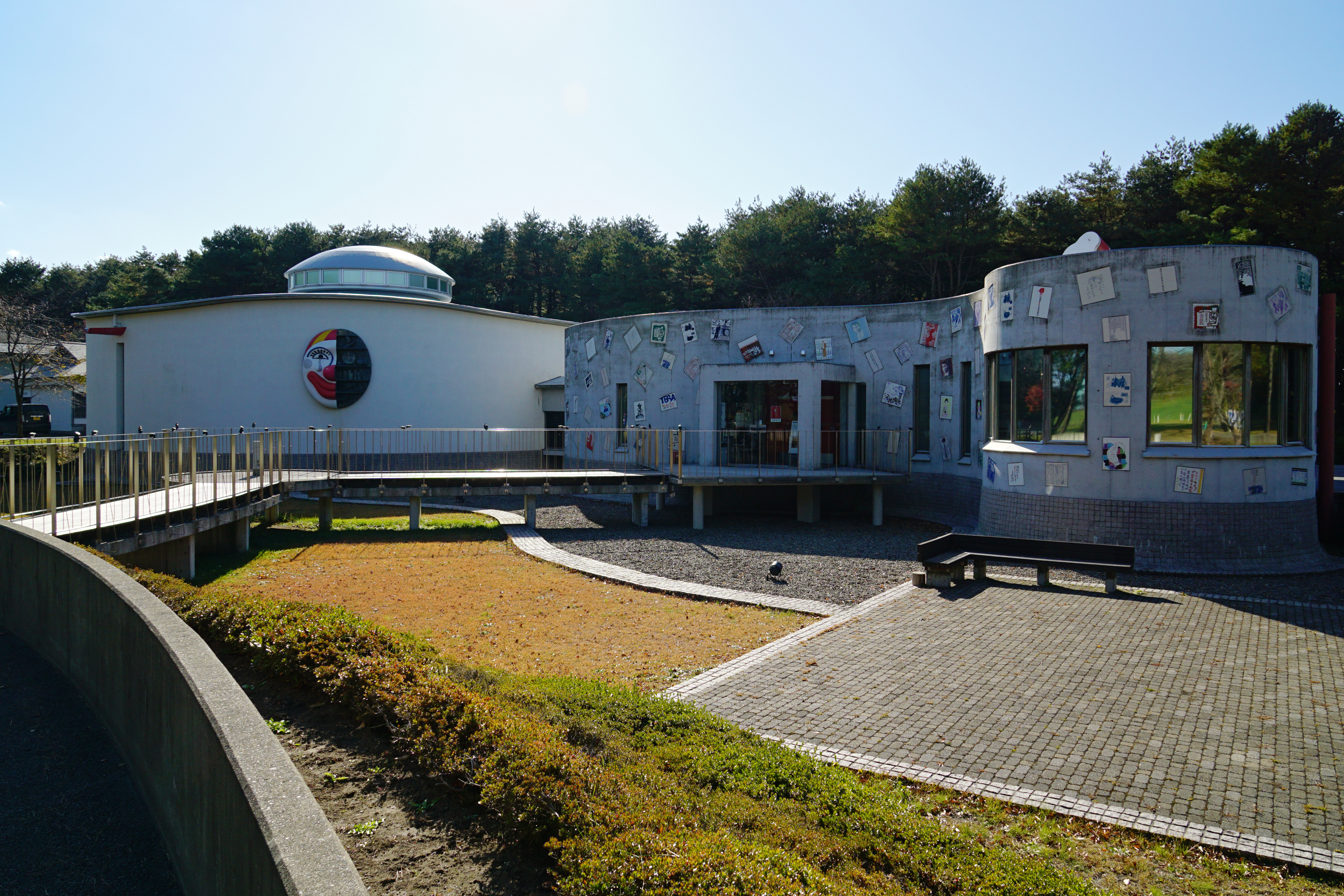
三沢市寺山修司記念館

- 作家寺山修司文学碑
- 三沢市寺山修司記念館